# Colegio de Abogados de Tarragona
El Ilustre Colegio de Abogados de Tarragona es una corporación profesional de derecho público amparada por la ley, con personalidad jurídica propia y plena capacidad para el cumplimiento de sus finalidades. Su jurisdicción es la de los ámbitos territoriales de los partidos judiciales de Tarragona, de Valls (Tarragona) y de Vendrell (Tarragona). Fue creado en mayo de 1845 cuando los días 21 y 27 de mayo se celebraron unas juntas preparatorias en las cuales "quedó instalado el Colegio de Abogados de este partido judicial; habiendo sido electos para la Junta Gubernativa D. José de Torres y de Ferrer Decano; D. Bartolomé Roig diputado tesorero y D. José Balcells secretario contador, que es el número que debe componerse la Junta, por no llegar a treinta el de los Colegiados".
En 1993 fundó la Escuela de Práctica Jurídica, y desde ese mismo año publica la revista Fórum Jurídico.
El 19 de junio de 1996 se inauguró la actual sede colegial, ubicada en la calle Enrique de Ossó de Tarragona, en un edificio que comparte con el Colegio Oficial de Farmacéuticos de Tarragona. Actualmente, a octubre de 2012, tiene 1.159 colegiados.

## Decanos
Estos han sido los Decanos del Colegio desde su fundación:
- Josep Maria de Torres i de Ferrer (1845)
- Francesc Riera (1847)
- Josep Martí d'Eixalà (1858, 1863, 1868, 1869)
- Francesc Riera (1859, 1864, 1865, 1867)
- Josep Maria Coma (1860)
- Joan de Querol i de Cabanyes (1861)
- Antoni Virgili (1925)
- Antoni Albafull Vidal (1926-1932)
- Agustí Musté Sandoval (1932-1939)
- Lluís Monteverde Jordi (1939-1942)
- Francisco Ferrándiz Arjonilla (1942-1957)
- Joaquim Delclòs Balvey (1957-1972)
- Enric Ixart Ventosa (1972-1983)
- José Luis Calderón Alejandre (1983-1991)
- Rafael Fernández del Castillo (1991-1997)
- Antoni Huber Company (1997-2002)
- Antoni Vives Sendra (2002-2008)
- Antonio Salas de Córdoba (2008-2012)
- Manel Albiac Cruxent (2013- )